# Saint-Samson-de-la-Roque
Saint-Samson-de-la-Roque là một xã của tỉnh Eure, thuộc vùng Normandie, miền bắc nước Pháp.